# Qaalli Dhegoseyn
Qaalli Dhegoseyn of sjeik Ali Mohamoud (Shiikh Cali Maxamuud) (Bosaso, 1906 - Mogadishu, 1989) was een Somalisch rechter. 
Hij studeerde Islamitisch recht in Jemen in de jaren twintig van de twintigste eeuw. In 1935 nam hij deel aan het Italiaanse offensief in Ethiopië. In 1943 werd hij lid van SYL (Somali Youth League), waarna hij in 1946 rechter werd, een baan die hij beoefende tot aan zijn pensioen in 1970.
Qaalli Dhegoseyn was een in tal van ogen zeer gewaardeerde rechter in tal van Somalische steden, zoals Mogadishu, Boosaaso, Hobyo, Doolow, Luuq, Garowe, Galkaio, Iskushuban en Eyl.